# شون كرونين
شون كرونين (بالإنجليزية: Shawn Cronin)‏ هو لاعب هوكي الجليد أمريكي، ولد في 20 أغسطس 1963 في جوليت في الولايات المتحدة.

## وصلات خارجية
- شون كرونين على موقع دوري الهوكي الوطني (الإنجليزية)
- شون كرونين على موقع قاعة مشاهير الهوكي (لاعب أن.إتش.أل) (الإنجليزية)
- شون كرونين على موقع EliteProspects.com (الإنجليزية)
- شون كرونين على موقع HockeyDB.com (الإنجليزية)
- شون كرونين على موقع Hockey-Reference.com (الإنجليزية)